# Wallfahrtskirche Mauer

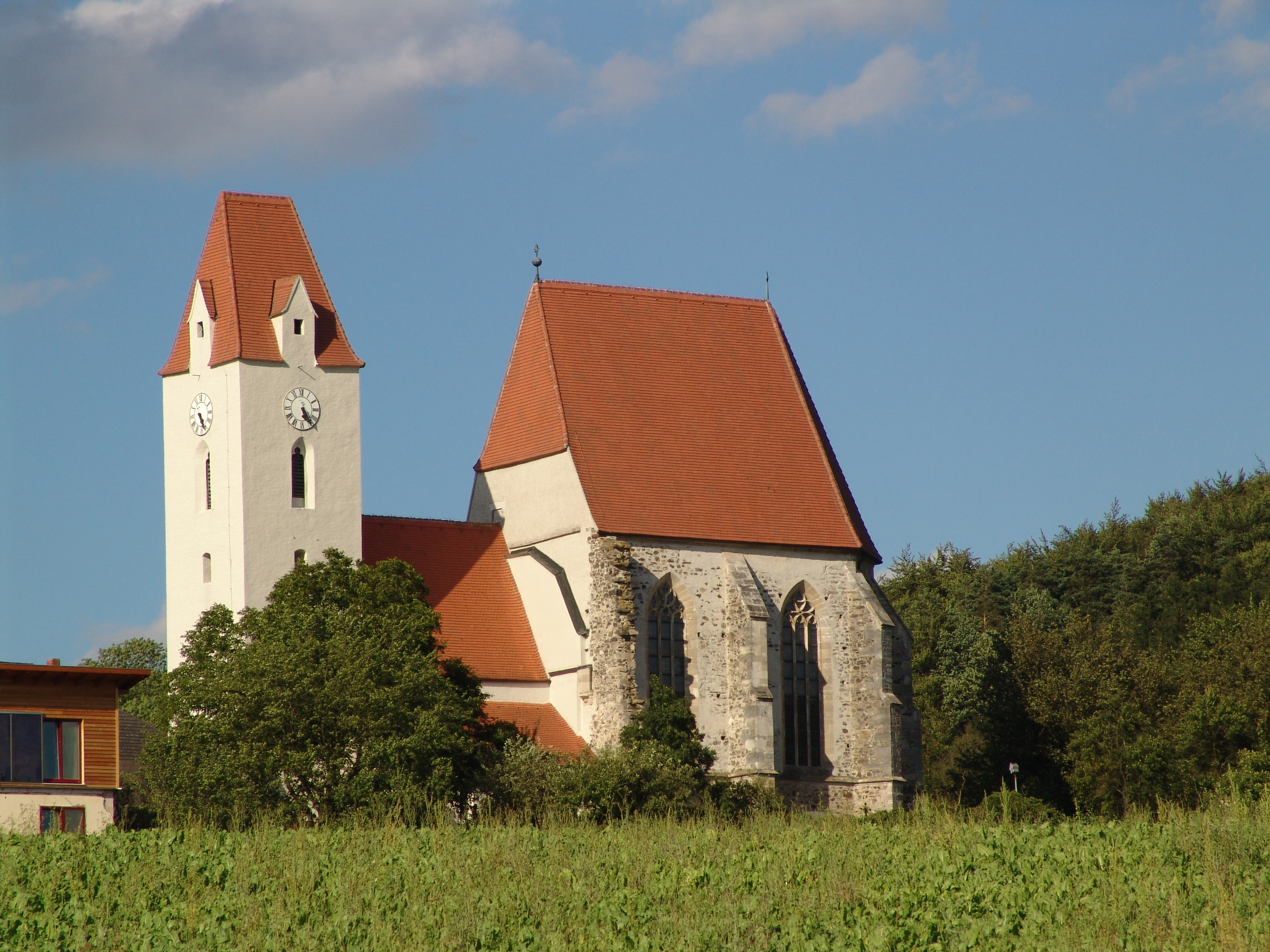
Pfarrkirche ‚Maria am grünen Anger‘

Die römisch-katholische Pfarr- und Wallfahrtskirche Mauer ist eine Wallfahrtskirche im Ort Mauer bei Melk in der Marktgemeinde Dunkelsteinerwald in Niederösterreich. Die Pfarrkirche Mariä Geburt, dem Stift Göttweig inkorporiert, gehört zum Dekanat Melk in der Diözese St. Pölten. Die Pfarrkirche und der Friedhof stehen unter Denkmalschutz.

## Geschichte
Gemäß der Legende starb der hl. Gotthalm, ein Diener des heiligen Koloman, nach 1012 in Mauer. Dieser Umstand zog Pilger nach Mauer, auch nachdem Gotthalms Leichnam nach Melk überführt worden war. Vom ältesten Kirchenbau ist heute nichts mehr erhalten. Möglicherweise war diese Kirche ein Holzbau, wie in der Vita Altmanni berichtet ist. Die Besitzungen der Pfarre Mauer wurden im 14. und 15. Jahrhundert vergrößert. Von dieser Zeit stammt wahrscheinlich der älteste Teil der Pfarrkirche. Wahrscheinlich wurden um 1300 die beiden Seitenschiffe angebaut. Erst im späten 15. Jahrhundert wurde der hohe Chor angefügt. Die Kirche sollte im 15. Jahrhundert größer ausgebaut werden, doch die Reformation vereitelte weitere Bautätigkeit, weil die Herren von Albrechtsberg, die zu den Förderern gehörten, die neue Lehre angenommen hatten. In der letzten Bauphase wurde der spätgotische Turm errichtet. Gleichzeitig mit dem Chor entstand die alte Sakristei in Verlängerung des nördlichen Seitenschiffes. In der Barockzeit wurde die Ausstattung der Kirche erneuert.

## Innenraum

### Schnitzaltar
Der Schnitzaltar (1509) von Mauer bei Melk ist ein Meisterwerk der Spätgotik. Im Mittelteil wird Maria mit Kind und Heiligen dargestellt, in den Flügeln Szenen aus dem Marienleben. Ein Altaraufsatz zeigt eine Kreuzigung. Der namentlich nicht bekannte Bildschnitzer, der den Altar geschaffen hat, wird als Meister des Altars von Mauer bei Melk bezeichnet.

### Sakramentshäuschen
Das Sakramentshäuschen an der Nordseite stammt, wie das Meisterzeichen zeigt, aus dem Jahre 1506, und gehört zu den schönsten dieser Art in Niederösterreich. Betrachtet man das etwa elf Meter hohe zierliche Bauwerk, wird die stilistische Besonderheit deutlich. Die Spätgotik zeigt sich in den einzelnen Details. Auf einem schlanken Sockelpfeiler ruht die kastenförmige Sakramentsnische mit gotischen Gittern. Es sind Statuen der heiligen Barbara, Maria, Katharina sowie des heiligen Benedikt, Stephanus und des heiligen Nikolaus zu sehen.

### Hochaltar

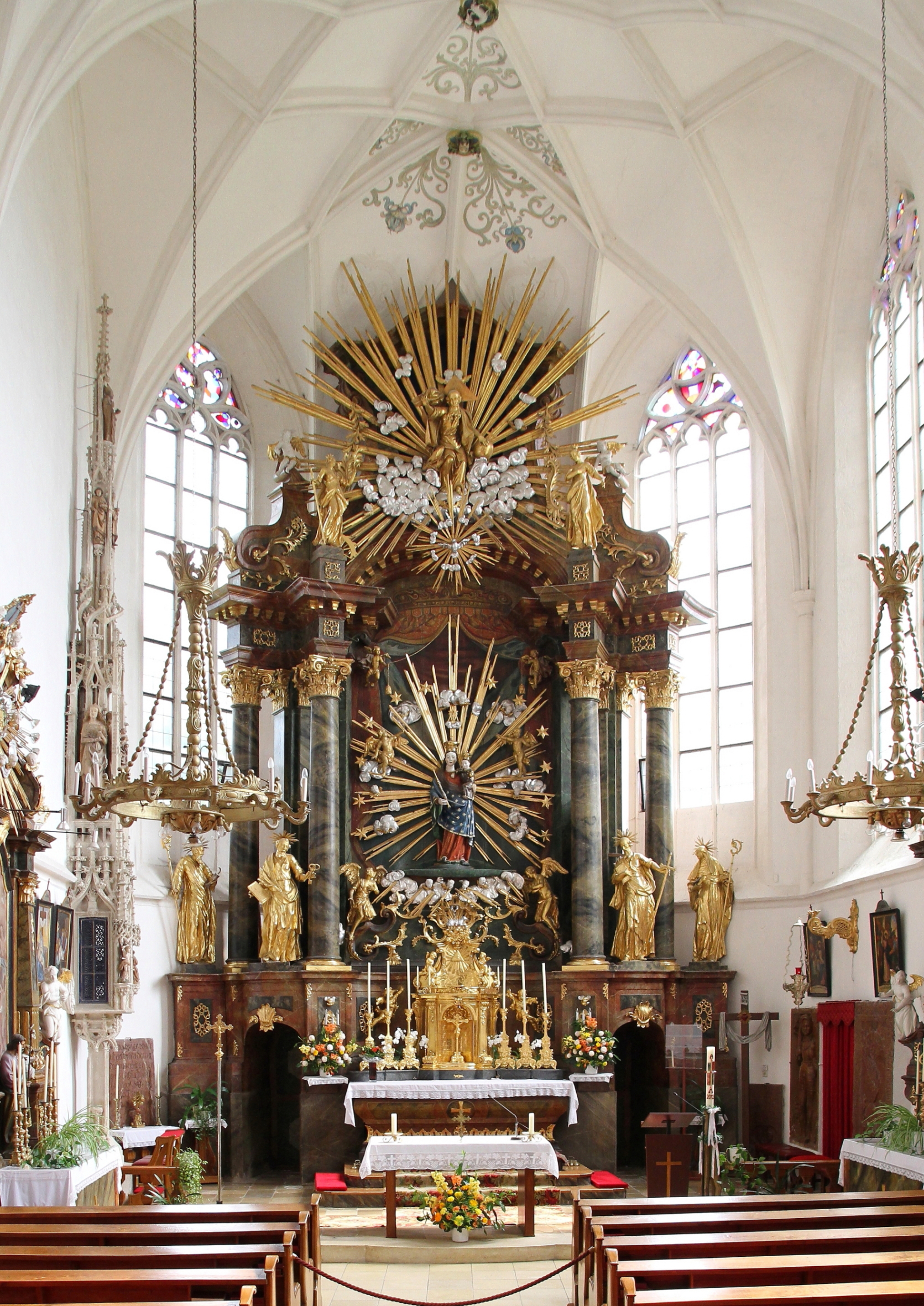
Barocker Hochaltar

Der raumfüllende spätbarocke, viersäulige Hochaltar, stellt eine barockfarbig gefasste gotische Marienstatue mit Kind, „Maria am grünen Anger“ aus dem 14. Jahrhundert dar und ist von einer Engelsglorie umgeben. Seitlich über den Umgangstüren stehen vergoldete Statuen der heiligen Benedikt und Petrus auf der linken Seite, und Paulus und Scholastika, am Aufsatz die Heilige Dreifaltigkeit in einem großen Strahlenkranz, flankiert von den Statuen der heiligen Katharina und Barbara. Der Hochaltar stammt circa aus dem Jahr 1757.
Über die Restaurierungen ist kaum Dokumentationsmaterial erhalten. Berichte über Darstellungen des Altares wie sie für andere Altäre vorhanden sind, existieren für den Altar von Mauer nicht. Die erste Nachricht über den Erhaltungszustand des Altares gibt es erst 1835. Diese Information besagte, dass der Altar zu diesem Zeitpunkt nicht farbig gefasst war, sondern sich dem Betrachter holzfarbig zeigte. Eduard von Sacken berichtet hingegen, dass der Altar zwar unbemalt war, jedoch in neuster Zeit holzfärbig angestrichen wurde. Im Jahr 1908 berichtet Eduard Katschthaler, dass die Figuren und Ornamente noch gut erhalten seien, er jedoch empfiehlt, die Ölfarbschicht zu entfernen und die Flügel zu stützen. Die einzige größere Restaurierung des Altares war in den Jahren 1937 bis 1945. Dabei wurden die Farben entfernt. Wobei vor allem die Finanzierung der Restaurierung zur damaligen Zeit unfinanzierbar war. Nach der Restaurierung wurde er bis 1939 im Staatlichen Kunstgewerbemuseum gezeigt, später im Kunsthistorischen Museum in Wien bis 1941. Am 15. Jänner 1941 wurde er wieder nach Mauer gebracht und aufgestellt. Im Jahr 1961 erfolgte eine Behandlung gegen Anobienbefall, und 1969 wurde er entstaubt. Die Restaurierung wurde im Frühjahr 1996 begonnen. Bei der Montage der Einzelfiguren und der Altarflügel wurden photogrammetrische Planunterlagen erstellt. Der Altar wurde im August 1996 bis auf den Schreinkasten abgebaut, der nach der Restaurierung des Kirchenraumes an Ort und Stelle behandelt wurde. Die Restaurierung wurde unter Berücksichtigung des Terminplanes gemacht. Für die Restaurierung wurden allein von freiberuflichen Restauratoren insgesamt mehr als 4500 Arbeitsstunden aufgewendet. Die Kosten hierfür betrugen 123.500 Euro.